# Ulver
Ulver (Noors voor "wolven") is een multi-gedisciplineerd muziek-ensemble uit Noorwegen. Sinds hun eerste blackmetalalbum met folkinvloeden is Ulver haar stijl steeds blijven veranderen door nieuwe elementen toe te voegen uit andere genres, waaronder: experimentele muziek, elektronische en ambientmuziek, avant-garderock, triphop en eigen innovaties.

## Muzikaal overzicht

### Black Metal Trilogie
Hoewel Ulvers eerste drie albums vaak de "Black Metal Trilogie" worden genoemd zijn ze in feite vrij divers in stijl, en bevatten slechts twee van de drie albums echte black metal. De archaïsche Deense teksten van de drie albums zijn geïnspireerd door Noorse volksverhalen.
Bergtatt - Et Eeventyr i 5 Capitler is een echt black metalalbum vanwege het snelle tempo, de schurende zang en de op fantasy gebaseerde verhaallijn. Wel zijn sterke folkinvloeden aanwezig, niet alleen in het thema van de teksten maar ook in akoestische intermezzo's. De titel bergtatt betekent letterlijk vertaald "berg gegrepen"; in de Noorse volksverhalen refereert men aan mensen die, gelokt door trollen en andere mythische wezens, de bergen in dwalen. De verhaallijn van het album volgt een juffrouw die "bergtatt" wordt. De titel Et Eeventyr i 5 Capitler vertaalt naar "een avontuur in 5 hoofdstukken". Bergtatt heeft één volledig akoestisch, melancholisch nummer: Een Stemme Locker.
Kveldssanger, Ulvers tweede album, verschilt met Bergtatt door het gebruik van klassieke gitaren, cello en heldere zang; het album behoudt het folkthema, maar laat de metalelementen uit Bergtatt compleet achter zich. Garm noemde Kveldssanger later een "kinderachtige poging om een klassiek album te maken".
Het derde album, Nattens Madrigal, was de terugkeer naar black metal. Een extreem hard en ongepolijst album, met krijsend gitaarspel en bedwelmende drums en slechts een korte akoestische inleiding in het eerste nummer. Het album is met intentie ondergeproduceerd, vergelijkbaar met het album "Transilvanian Hunger" van Darkthrone. Er doen meerdere geruchten de ronde over het album en de productie. Eén daarvan is dat het album is opgenomen in een bos. Een ander, minder bekend gerucht luidt dat de band het album doelgericht op een 4-sporencassetterecorder heeft opgenomen en het geld dat zij van Century Media Records kregen voor andere doelen gebruikten (onder andere Armanikleding, kapsels, cocaïne, bier en/of een nieuwe auto).

### Het Blake-album
Themes from William Blake's The Marriage of Heaven and Hell, uitgebracht in 1998, was een uniek album, anders dan het vorige werk. Tore Ylwizaker, een nieuwe componist en geluidsarchitect, droeg bij in Garms uitbreidende artistieke visie en samen braken zij los uit de beperkende kaders van de blackmetalesthetiek met als uitwerking een genre-definiërend album. In dit album vindt een mengeling plaats van elementen uit de elektronische en industriële muziek, progressieve metal, avant-garderock en passages van ambientmuziek. Lyrisch bevat het album de algehele tekst uit William Blakes gedicht The Marriage of Heaven and Hell en tevens is er gebruikgemaakt van gastmuzikanten voor zang. Ondanks dat het album mogelijk vele fans van de vorige drie albums buitensloot, werd het album wereldwijd geroemd door critici uit beide de rock/metalpers alsmede de alternatieve muziekpers. Zo werd het album "album van de maand" in verscheidene veel gelezen tijdschriften als Terrorizer, Metal Hammer en Rock Hard. Het scoorde dat jaar ook hoog in vele "het beste van het jaar"-enquêtes.

### De metamorfose
Ulvers volgende twee uitgaven, de ep Metamorphosis en de cd Perdition City, waren nog experimenteler dan het Blake-album. Op het album is de tekst te vinden "We are as unknown to you as we always were", oftewel "Wij zijn jou zo vreemd als wij altijd geweest zijn". De band beweegt zich met dit album nog verder van haar blackmetalverleden, naar een wat dromerige stijl vergelijkbaar met de industriële band Coil. Het gebruik van geprogrammeerde instrumenten en een ambientstijl is dominant, in tegenstelling tot voorgaande albums.

### Teachings in Silenceen de soundtracks
De band volgde Metamorphosis en Perdition City op met twee minimalistische/ambient/glitch platen, Silence Teaches You How to Sing en Silencing the Singing. Beide bevatten minimalistische melodieën en vaak subtiele, rare onnatuurlijke geluiden binnen de tracks. Vanwege de schaarste van beide zijn ze later ineengevoegd tot "Teachings in Silence".
Nu hun kwaliteiten bewezen te hebben in het ambient genre werd Ulver ingehuurd voor de cinematografische films Lyckantropen, Svidd Neger en Uno.

### Voorafgaande jaren
Ulver begon in 2003 meer symfonische muziek te maken. Het uitgebrachte A quick Fix of Melancholy behield dezelfde minimalistische stijl als de vorige albums, alhoewel er meer gebruik is gemaakt van dramatische en symfonische elementen, en verscheidene strijkinstrumenten en zang die doet denken aan opera.
In juli 2004 begon de band met de opnames van hun volgende album, Blood Inside, dat werd uitgebracht op 6 juni 2005. Met het album Blood Inside neemt de band afstand van de minimalistische stijl waar zij voorafgaand veel mee experimenteerden. De band herintroduceert de traditionele rock instrumenten als de gitaar en akoestische drums (sinds 1998 gebruikte de band voornamelijk digitale drums of gesamplede drums) en combineert deze met synthetische klassieke instrumenten, koperen blaasinstrumenten en samples; de band creëert wederom een geheel nieuwe stijl. Het lukt de band verscheidene genres de fuseren, waaronder: rock, klassiek, minimalisme, elektronica en ouderwetse progressieve muziek, dit met Garm's veelzijdige stemgeluid maakte een album dat zijn eigen plek veroverde in de avant-garde scene.
Ulver's recente samenwerking met de drone metal band Sunn O))) verscheen als 15 minuten lange track op Sun O)))'s WHITEbox box set album (juli 2006).
In juli van 2007 kondigde Ulver op hun website aan dat ze een nieuw album uit zullen brengen op 1 oktober 2007, getiteld "Shadows of the Sun". Garm noemt het "onze meest persoonlijke plaat tot nu toe. Onopvallend, donker en tragisch."

## Discografie
- 1993 - Vargnatt (demo)
- 1994 - Split-ep met Mysticum
- 1995 - Bergtatt - Et Eeventyr i 5 Capitler
- 1995 - Kveldssanger
- 1997 - Nattens Madrigal - Aatte Hymne til Ulven i Manden
- 1998 - The trilogy - Three Journeys through the Norwegian Netherworlde
- 1998 - Themes from William Blake's The marriage of Heaven and Hell
- 1999 - Metamorphosis, ep
- 2000 - Perdition City
- 2001 - Silence Teaches You How to Sing, ep
- 2002 - Silencing the Singing (bevat beide Silence-ep's)
- 2002 - Lyckantropen Themes
- 2003 - 1993-2003: First Decade in the Machines
- 2003 - A Quick Fix of Melancholy, ep
- 2003 - Svidd Neger soundtrack
- 2005 - Blood Inside
- 2007 - Shadows Of The Sun
- 2011 - Wars of the Roses
- 2012 - The Norwegian National Opera, live-album
- 2012 - Childhood's End
- 2012 - Live at Roadburn, live-album
- 2013 - Messe I.X – VI.X
- 2017 - The Assassination of Julius Caesar
- 2019 - Drone Activity
- 2020 - Flowers of Evil
- 2021 - Hexahedron – Live at Henie Onstad Kunstsenter, live-album
- 2021 - Scary Muzak
- 2024 - Liminal Animals

## Contributies en compilaties
- 1997 - Feuersturm – Century Media Records compilatie – "Sœlen Gåer Bag Åse Need"
- 1997 - Souvenirs from Hell – compilatie – "Synen"
- 1998 - Ablaze Compilation – Ablaze Magazine compilatie – "Of Wolf and the Night"
- 2002 - Lords of Chaos: The History of the Occult – Lords of Chaos compilatie – vaak "(untitled exclusive track)" genoemd, maar is in feite een repetitie van "Hymne VI - Wolf and Passion" uit Nattens Madrigal
- 2003 - Merzbow - Frog Remixed & Revisited – Merzbow remix compilatie – "Denki No Numa (Frog Voice Mix)"
- 2004 - The Lotus Eaters – Dead Can Dance compilatie als eerbetoon – "In the Kingdom of the Blind the One-Eyed Are Kings"
- 2004 - Uno soundtrack – "Uno", "Avhør", "Brødre", "Brødre Rev.", "Flukt", "Gravferd", "David til Ulvene"
- 2004 - Salto, Salmiakk Og Kaffe soundtrack (niet uitgebracht)
- 2005 - Gods of Thunder – Kiss compilatie als eerbetoon – "Strange Ways"
- 2006 - Sunn O))) – WHITEbox – "CUTWOODeD"

## Huidige bezetting
- Kristoffer Rygg (ook wel bekend als Garm, Trickster G., G. Wolf, Fiery G. Maelstrom) - zang, bijkomende programmering
- Jørn H. Sværen - allerlei
- Tore Ylwizaker - programmering, keyboard
- Daniel O'Sullivan - programmering, bas, gitaar, (achtergrond)zang
- Thomas Petterson - drums
- Ole Alaxander Halstensgârd - elektronica[1]